# Disepalum plagioneurum
Disepalum plagioneurum là loài thực vật có hoa thuộc họ Na. Loài này được Friedrich Ludwig Emil Diels mô tả khoa học đầu tiên năm 1930 dưới danh pháp Polyalthia plagioneura. Năm 1989, David Mark Johnson chuyển nó sang chi Disepalum.